# Suuri-Hautanen
Suuri-Hautanen är en sjö i kommunen Heinävesi i landskapet Södra Savolax i Finland. Arean är 41 hektar och strandlinjen är 5,48 kilometer lång. Sjön  ingår i Vuoksens huvudavrinningsområde.   Den ligger omkring 95 kilometer nordöst om S:t Michel och omkring 300 kilometer nordöst om Helsingfors. 